# The Best of Dragon Ash with Changes
『The Best of Dragon Ash with Changes』（ザ・ベスト・オブ・ドラゴン・アッシュ・ウィズ・チェンジズ）は、Dragon Ashのベスト・アルバム。Vol.1とVol.2の2枚で構成される。2007年9月5日発売。発売元はMOB SQUAD。

## 解説
2007年7月1日から14日までの2週間に、公式サイト上でファン投票「『あなたが選ぶ最強ソングは?』Dragon Ash 国民投票」を行い、上位からメンバーが選考して選ばれた曲を年代順に2枚に分けて発表。Dragon Ashのシングル曲の中で最もヒットしており、投票で12位だったGrateful Daysは収録されていない。

## The Best of Dragon Ash with Changes Vol.1
1. For divers area (4:16)
初出：新曲
2. 天使ノロック (2:50)
初出：｢The day dragged on｣（1997年2月21日）
3. Ability→Normal (3:06)
初出：｢Public Garden｣（1997年4月23日）
4. Cowboy Fuck! (5:09)
初出：｢Mustang!｣（1997年11月21日）
5. Fever (5:45)
初出：｢Mustang!｣（1997年11月21日）
6. Face to Face (5:08)
初出：｢Under Age's Song｣（1998年7月23日）／アルバム初収録
7. Invitation [Buzz Mix] (3:00)
初出：｢Buzz Songs｣（1998年9月2日）
8. Under Age's Song [Album Mix] (7:11)
初出：｢Under Age's Song｣（1998年7月23日）／｢Buzz Songs｣（1998年9月2日）
題の示すとおり、Buzz Songs収録のアルバムバージョン。
9. Melancholy (4:21)
初出：｢Buzz Songs｣（1998年9月2日）
10. 陽はまたのぼりくりかえす (7:14)
初出：｢陽はまたのぼりくりかえす｣（1998年5月21日）／｢Buzz Songs｣（1998年9月2日）
11. I LOVE HIP HOP (4:19)
初出：｢I LOVE HIP HOP｣（1999年5月1日）／アルバム初収録
12. Freedom of Expression (4:08)
初出：「I LOVE HIP HOP」（1999年5月1日）／「Viva La Revolution｣（1999年7月23日）
13. Drugs can't kill teens (4:38)
初出：「Viva La Revolution｣（1999年7月23日）
14. Let yourself go, Let myself go (5:09)
初出：「Let yourself go, Let myself go」（1999年3月3日）／「Viva La Revolution｣（1999年7月23日）
冒頭にサンプリングボイスが含まれているシングルバージョン。
15. Dark cherries (4:02)
初出：「Viva La Revolution｣（1999年7月23日）
16. Viva la revolution (5:01)
初出：「Viva La Revolution｣（1999年7月23日）

## The Best of Dragon Ash with Changes Vol.2
1. Deep Impact feat.Rappagariya (4:34)
初出：｢Deep Impact｣（2000年3月15日）／｢LILY OF DA VALLEY｣（2001年3月14日）
2. 百合の咲く場所で (3:55)
初出：｢LILY OF DA VALLEY｣（2001年3月14日）
3. 静かな日々の階段を [e.p. ver] (4:16)
初出：｢Lily's e.p.(Amploud / 静かな日々の階段を)｣（2000年11月29日）／｢LILY OF DA VALLEY｣（2001年3月14日）
題の示すとおり、シングルB面に収録されたリミックスバージョンである。
4. Life goes on (5:39)
初出：｢Life goes on｣（2002年1月23日）／アルバム初収録
5. Fantasista (4:31)
初出：｢FANTASISTA｣（2002年3月6日）／｢HARVEST｣（2003年7月23日）
6. Patience (4:16)
初出：｢FANTASISTA｣（2002年3月6日）／アルバム初収録
7. Morrow (4:28)
初出：｢morrow｣（2003年6月25日）／｢HARVEST｣（2003年7月23日）
8. Episode 4 feat.SHUN, SHIGEO from SBK (5:00)
初出：｢HARVEST｣（2003年7月23日）
9. Canvas (4:34)
初出：｢HARVEST｣（2003年7月23日）
10. Crush the window (4:19)
初出：｢crush the window｣（2005年6月1日）／｢Río de Emoción｣（2005年9月7日）
11. Palmas Rock feat.UZI-ONE from Aggressive Dogs (4:24)
初出：｢Rio de Emocion｣（2005年9月7日）
12. 夕凪Union (4:46)
初出：｢夕凪Union｣（2005年7月13日）／｢Río de Emoción｣（2005年9月7日）
13. Ivory (4:29)
初出：｢Ivory｣（2006年7月19日）／｢INDEPENDIENTE｣（2007年2月21日）
14. El Alma feat. SHINJI TAKEDA (4:02)
初出：｢INDEPENDIENTE｣（2007年2月21日）
15. few lights till night (4:38)
初出：｢few lights till night｣（2006年9月27日）／｢INDEPENDIENTE｣（2007年2月21日）
16. 夢で逢えたら (4:42)
初出：｢夢で逢えたら｣（2006年12月6日）／｢INDEPENDIENTE｣（2007年2月21日）
17. wipe your eyes feat. Kaori Mochida from ELT (4:19)
初出：新曲「Every Little Thing」の持田香織が参加。MVにも出演。